# Adelaide United Football Club
L'Adelaide United FC è una società calcistica australiana con sede ad Adelaide. Il club partecipa alla A-League Men, parte della Football Federation Australia (FFA).

## Storia
L'Adelaide United è l'unica squadra della regione del South Australia. Lo stadio di casa del club è l'Hindmarsh Stadium. Il club è stato fondato nel 2003 per riempire il posto lasciato vacante dall'Adelaide City nella ex NSL
(National Soccer League). La squadra è stata finalista nel 2005-06, anno della stagione inaugurale della A-League, finendo il campionato con 7 punti di vantaggio sul resto dei concorrenti, prima di finire terzo nella fase finale. I Reds sono stati finalisti anche nel 2006-07 e nel 2008-09, ma non sono mai riusciti a trionfare in nessuna delle occasioni.
La stagione 2009-10 si è rivelata al di sotto delle attese, con prestazioni negative. Dal 2012, l'Adelaide è l'unica squadra della A-League a prendere parte alla AFC Champions League con tre passaggi della fase a gironi su quattro occasioni, cosa che lo ha reso il club australiano di maggior successo in Asia. La squadra detiene il record per la più larga vittoria in una partita di A-League e per il maggior numero di goal segnati in un match: il 21 gennaio 2011 l'Adelaide ha sconfitto 8-1 il N. Queensland Fury all'Hindmarsh Stadium di fronte a 10,829 tifosi. Il club è stato anche il primo ad avere due calciatori che hanno segnato una tripletta: Marcos Flores e Sergio van Dijk.
Il 1º maggio 2016, sconfiggendo 3-1 il WS Wanderers, l'Adelaide conquista il suo primo titolo.

## Rosa attuale
Aggiornata al 4 ottobre 2024.
| N. |                        | Ruolo | Calciatore       |
| -- | ---------------------- | ----- | ---------------- |
| 1  | Australia (bandiera)   | P     | James Delianov   |
| 3  | Paesi Bassi (bandiera) | D     | Bart Vriends     |
| 4  | Australia (bandiera)   | D     | Jordan Elsey     |
| 6  | Australia (bandiera)   | C     | Stefan Mauk      |
| 7  | Australia (bandiera)   | C     | Ryan Kitto       |
| 8  | Spagna (bandiera)      | C     | Isaías Sánchez   |
| 9  | Australia (bandiera)   | A     | Luka Jovanovic   |
| 10 | Inghilterra (bandiera) | A     | Zach Clough      |
| 12 | Australia (bandiera)   | C     | Jonny Yull       |
| 14 | Australia (bandiera)   | C     | Jay Barnett      |
| 17 | Australia (bandiera)   | C     | Ben Folami       |
| 19 | Australia (bandiera)   | C     | Yaya Dukuly      |
| 20 | Australia (bandiera)   | C     | Dylan Pierias    |
| 21 | Spagna (bandiera)      | D     | Javi López       |
| 22 | Inghilterra (bandiera) | C     | Ryan Tunnicliffe |

| N. |                      | Ruolo | Calciatore          |
| -- | -------------------- | ----- | ------------------- |
| 23 | Australia (bandiera) | C     | Luke Duzel          |
| 26 | Australia (bandiera) | A     | Archie Goodwin      |
| 27 | Australia (bandiera) | D     | Joshua Cavallo      |
| 36 | Australia (bandiera) | C     | Panashe Madanha     |
| 40 | Australia (bandiera) | P     | Ethan Cox           |
| 42 | Australia (bandiera) | D     | Austin Ayoubi       |
| 51 | Australia (bandiera) | D     | Panagiotis Kikianis |
| 54 | Australia (bandiera) | D     | Bailey O'Neil       |
| 55 | Australia (bandiera) | C     | Ethan Alagich       |
| 62 | Australia (bandiera) | D     | Fabian Talladira    |
| 73 | Australia (bandiera) | P     | Max Vartuli         |
| 74 | Australia (bandiera) | C     | Amlani Tatu         |
| 78 | Australia (bandiera) | D     | Malual Nichola      |
| 78 | Australia (bandiera) | D     | Feyzo Kasumovic     |

## Rose delle stagioni precedenti
- 2012-2013
- 2015-2016

## Palmarès

### Competizioni nazionali
- Premier's Plate: 2

2005-2006, 2015-2016
- FFA Cup: 3

2014, 2018, 2019
- Campionato australiano: 1

2015-2016

### Altri piazzamenti
- Campionato australiano:

Secondo posto: 2006-2007, 2008-2009
Terzo posto: 2005-2006
- Australia Cup:

Semifinalista: 2024
- AFC Champions League:

Finalista: 2008